# Néstor Camacho
Néstor Abraham Camacho Ledezma (Villa Florida, Paraguay; 15 de octubre de 1987) es un futbolista paraguayo. Juega de mediocampista ofensivo y su equipo actual es el Club Sportivo Trinidense. Se encuentra entre los máximos goleadores históricos de la Primera División de Paraguay.

## Trayectoria

### Inicios: Club Libertad (2007, 2008, 2009)
Néstor Camacho inició su trayectoria en la primera división con el Club Libertad, participando en 5 encuentros en el Campeonato Paraguayo de Fútbol de 2007 donde se consagró como Campeón del fútbol paraguayo, bajo la dirección técnica del uruguayo Rubén Israel.
Bajo la dirección de Rubén Israel, el equipo logró nuevamente el título de campeón  en el Torneo Apertura 2008, con la contribución de Néstor Camacho en un partido, aunque no marcó goles.
En el Torneo Clausura 2008 se consagró campeón, siendo parte de la plantilla, sin disputar partidos oficiales.
En el Torneo Apertura 2009, el Club finalizó en la segunda posición, participando en 5 partidos, hasta ese momento sin convertir goles.

### Club Rubio Ñu (2009-C, 2010-A, 2010-C)
Cuando el Club Rubio Ñu asciende a la Primera División de Paraguay a manos de desde el entonces DT. Francisco Arce "El Chiqui", decide traer una camada de jugadores a préstamo del Club Libertad en el que también estaba Néstor Camacho. En el Torneo Clausura 2009 Néstor no tiene demasiadas oportunidades en el primer equipo, pero logra convertir sus dos primeros goles en Primera División. Su primer gol lo hizo el 22 de noviembre de 2009 en la 19a. fecha en el estadio "La Arboleda" contra el Club Sportivo 2 de Mayo en la victoria por 2 a 0 y en la última fecha (22a.) contra el Club 12 de Octubre en la victoria de su equipo por 2 a 1.
Para el Torneo Apertura 2010 (Paraguay) Camacho ya es tenido más en cuenta jugando la mayoría de los partidos y teniendo buenas actuaciones, jugando 19 de 22 partidos y anotando 5 goles en todo el Campeonato, anotando al que sería campeón, el Club Nacional, Sol de América, Tacuary y Sport Colombia (2). 
El Torneo Clausura 2010 (Paraguay) Camacho juega 16 partidos y anota 6 goles, anotando goles a Olimpia (2), Sportivo Luqueño, Sol de América (2) y Guaraní, acumulando un total de 13 goles en los 3 torneos disputados en su paso por el Club Rubio Ñu. Gracias a estas actuaciones, y luego de disputar 1 partido en el Apertura 2011 frente a Sol de América (1-0), el Club Atlético Newell's Old Boys de Argentina decide ficharlo.

### Newell's Old Boys, Argentina (2011)
Camacho no tiene muchas oportunidades con este club jugando durante todo el 2011, tanto en el primer toreno del año, Torneo Clausura 2011 (Argentina) donde participó en 6 partidos, sin marcar goles, así como en la segunda mitad del año, en el Torneo Apertura 2011 (Argentina) participando en 12 partidos y no logrando anotar un solo gol.

### Libertad (2012-A, 2012-C, 2013-A)
Para el 2012, vuelve a su club de origen, el Club Libertad, en donde disputa el Torneo Apertura 2012, alcanzando el 3er. lugar. En dicho torneo Néstor Camacho convirtió 3 goles en los 21 partidos disputados.
En el Torneo Clausura 2012, disputó 16 encuentros y marcó 2 goles, uno frente a Independiente FBC en la victoria 3-0 y el otro en el empate 1-1 frente a Olimpia, consagrándose campeón con Libertad por quinta vez en su carrera. 
En el Torneo Apertura 2013, el equipo termina en la 4ta. posición, Néstor Camacho disputa un total de 13 partidos sin convertir gol en el torneo. 

### Deportivo Cali, Colombia (2013-F, 2014-A)
En el 2013 llega al club Deportivo Cali para jugar el Torneo Finalización 2013, donde marca su primer gol en Colombia contra Independiente Santa Fe y el segundo de su equipo, el partido terminó 2-0. Empezó el torneo marcando goles seguidos en las primeras fechas y el equipo terminó en el 4to. puesto de la fase regular, disputando 21 partidos y marcando 5 goles en todo el torneo. durante los cuadrangulares semifinales del torneo Finalización 2013 colombiano, Camacho ejecutó un penalti que le dio la victoria por 1 a 0 al Deportivo Cali sobre el Once Caldas y gracias a eso su equipo clasificó anticipadamente a la final junto a Atlético Nacional de Medellín, finalizando como Subcampeones.
Gracias al segundo lugar en la tabla general del año 2013, accedieron a disputar la final de la Superliga de Colombia 2014, consagrándose campeón con su equipo el Deportivo Cali frente al Atlético Nacional, quien había sido campeón del Torneo Apertura 2013 y del Torneo Finalización 2013.
En el año 2014, disputó el torneo Apertura 2014, en donde jugó un total de 13 partidos y anotó 1 gol en todo el torneo, en el partido frente a Uniautónoma F.C., que finalizó 2-0 a favor del Deportivo Cali, finalizando su estadía en Colombia. 

### Club Libertad (2014-C, 2015-A)
Ficha para el Club Libertad para la disputar el Torneo Clausura 2014 logrando un buen rendimiento, disputando 20 partidos y anotando 7 goles, obteniendo su sexto título de Campeón del fútbol paraguayo con el Club Libertad.
Luego disputa el Torneo Apertura 2015, en donde anota 3 goles (frente a Olimpia, Rubio Ñu y San Lorenzo) en 18 partidos, torneo en el cual el club finaliza en la 3ra. posición con 38 puntos, detrás de Guaraní y Cerro Porteño (campeón). Luego del torneo Apertura 2015 firma contrato y es transferido al Avaí Futebol Clube de Florianópolis, Brasil. 
En total, Néstor Camacho participó en 8 torneos con el Club Libertad, consagrándose campeón en 6 oportunidades, anotando un total de 15 goles para el club. 

### Avaí Futebol Clube (2015)
En su paso por el equipo de Florianópolis, Brasil, disputa el campeonato de primera división Brasileirao 2015, incorporándose al equipo con el torneo ya iniciado, haciendo su debut en la fecha 16 de un total de 38 fechas, frente al Joinville. Participó en 12 partidos, anotando 1 gol en el torneo, frente al Internacional de Porto Alegre, en la victoria de su equipo por 3 a 0. El equipo finalizó en la posición 17, lo que significó del descenso.

### Guaraní (2016-A, 2016-C, 2017-A, 2017-C)
Para 2016, Néstor regresa a Paraguay, esta vez para fichar por el Club Guaraní, donde alcanza un gran rendimiento, convirtiéndose constantemente en figura y goleador del plantel principalmente en el Clausura del 2016 y el Apertura del 2017.
Disputó el Torneo Apertura 2016 en el cual el equipo finalizó en el 4to. lugar, donde disputó 20 partidos y marcó 6 goles.
Posteriormente, en el Torneo Clausura 2016, se consagró Campeón con Guaraní, contando como entrenador a Daniel Garnero, y jugadores como Hernán Rodrigo López y Marcelo Palau, siendo Néstor Camacho goleador del equipo y una de sus principales figuras disputando 21 partidos y marcando 12 goles de los 32 goles de su equipo.
En el 2017, participó en el Torneo Apertura 2017, en donde el equipo alcanzó el subcampeonato, por detrás de Libertad, marcando 10 goles en 18 partidos, alcanzando el 3er. lugar en la tabla de goleadores, por detrás de Alfio Ovideo con 11 goles (Independiente FBC) y Santiago Salcedo con 15 (Libertad).  

### Club Olimpia (2017-C al 2022-A)
En junio del 2017, Camacho se convirtió en nuevo jugador del Club Olimpia, donde jugó hasta el Apertura del año 2022 habiendo sido parte de un equipo destacado que ganó una seguidilla de títulos a nivel local para el club.
Disputó el Torneo Clausura 2017 participando en 19 encuentros y marcando 8 goles, donde el equipo finalizó como subcampeón, detrás de Cerro Porteño.
En el Torneo Apertura 2018, se consagra con el Club Olimpia como campeón del fútbol paraguayo siendo figura y goleador del torneo con 14 goles. En el siguiente torneo, el Torneo Clausura 2018, obtiene el bicampeonato de manera consecutiva, convirtiendo 5 goles en dicho torneo. Siguiendo con la racha de campeonatos, el equipo se vuelve a consagrar campeón por tercera vez consecutiva, en el Torneo Apertura 2019, esta vez de manera invicta, donde Néstor Camacho marca 6 goles.
En el Torneo Clausura 2019, el equipo obtiene el tetracampeonato de manera consecutiva, en donde Néstor Camacho vuelve a convertir 6 goles. 
El Torneo Apertura 2020, tuvo una pausa, debido a la pandemia y se extendió desde el 4 de enero hasta el 4 de octubre. Se corta la racha de títulos consecutivos, y el equipo obtiene el subcampeonato, detrás de Cerro Porteño. Néstor Camacho finaliza el torneo como segundo mejor goleador del equipo, con 9 goles, detrás de Roque Santa Cruz con 10 goles marcados. 
Se disputa el Torneo Clausura 2020, con un formato diferente, debido al corto tiempo restante, con una primera fase de liga, de todos contra todos, y una segunda fase de play-offs, donde se consagra campeón con el Club Olimpia, marcando 2 goles en el torneo. 
El Torneo Apertura 2021 se vuelve a disputar con el formato tradicional, Camacho marca 2 goles en el torneo, finalizando como subcampeón con el Club Olimpia, por detrás de Libertad.
En el Torneo Clausura 2021, Néstor Camacho convierte solamente 1 gol, el equipo no realiza una buena campaña, y el club finaliza en la 8va. posición. 
En su último torneo con el Olimpia, el Torneo Apertura 2022, participó en 13 partidos y marcó 3 goles, frente a Tacuary, 12 de Octubre y Guaraní, finalizando el equipo en la 3ra. posición. Convirtió su último gol con la camiseta de Olimpia en la última fecha (22a.) del torneo, frente a Guaraní, marcando el primer gol de la victoria de su equipo por 2 a 0.
En total obtuvo con el Club Olimpia 5 campeonatos de primera división, 1 Copa Paraguay y 1 Supercopa de Paraguay cerrando así un ciclo glorioso donde marcó un total de 54 goles en primera división, 1 gol en Copa Paraguay y 5 goles en copas internacionales.

### Club Guaraní (2022-C / 2023-A / 2023-C)
Retorna al Club Guaraní luego de 5 años para disputar el Torneo Clausura 2022. En el cual el club finaliza en el 9no. lugar de la tabla. Camacho participa en 17 partidos y convierte un total de 4 goles a Nacional, Cerro Porteño y a Libertad en los dos partidos disputados.  
En ese mismo año, disputó 4 partidos por la Copa Paraguay 2022, convirtiendo 1 gol en la victoria sobre Gral. Caballero por 3 a 1, correspondiente a los octavos de final.  
En el Torneo Apertura 2023, el equipo finaliza en el 4to. lugar de la tabla, y Camacho marca un total de 6 goles en el torneo, convirtiendo goles a Resistencia, Sportivo Luqueño (2), Trinidense y Gral. Caballero (2).  
En cuanto a la Copa Paraguay 2023, marca un gol en los cuartos de final, frente a Recoleta, en la victoria por 2 a 0. Finalizando Guaraní en el 4to. lugar del Torneo. En la Copa Sudamericana 2023, logra convertir 1 gol frente a Huracán, de Argentina, en el 2-0 a favor de Guaraní finalizando en el 1er. lugar del Grupo B, clasificando a los octavos de final.  
En el Torneo Clausura 2023, el club vuelve a finalizar en el 4to, puesto. Camacho marca goles a Sportivo Luqueño, Tacuary y Cerro Porteño, totalizando 3 goles en el torneo y alcanzando un total de 41 goles con la camiseta de Guaraní en los campeonatos de Primera División.     

### Tacuary F.B.C. (2024-A)
Para el año 2024 pasa a formar parte del Tacuary FBC, el "Gigante de Barrio Jara" de la Primera división, equipo que incorporó varios jugadores para el Torneo Apertura 2024 con el objetivo principal de sumar puntos para evitar el descenso, siendo una de las figuras principales del equipo para el torneo. Marcó sus primeros dos goles con la camiseta de Tacuary FBC en la 5ta. fecha del Torneo Apertura 2024 en el triunfo por 3-1 frente al Sportivo Trinidense. Con estos dos goles, Néstor Camacho alcanza la suma de 127 goles en la Primera División de su país, igualando la cifra del uruguayo Hernán Rodrigo López (retirado) y pasa a ubicarse como segundo máximo goleador histórico  de la Primera División del fútbol paraguayo. 

## Selección nacional
Ha sido internacional con la selección de fútbol de Paraguay. Anotó su primer gol el 6 de septiembre de 2011 en un amistoso frente a Honduras, que lo ganó su equipo por 3:0.

### Goles internacionales
| Goles con la Selección de Paraguay | Goles con la Selección de Paraguay | Goles con la Selección de Paraguay | Goles con la Selección de Paraguay | Goles con la Selección de Paraguay | Goles con la Selección de Paraguay | Goles con la Selección de Paraguay | Goles con la Selección de Paraguay | Goles con la Selección de Paraguay |
| Resultados                         | Resultados                         | Resultados                         | Resultados                         | Lugar                              | Estadio                            | Fecha                              | Tipo                               | Goles                              |
| ---------------------------------- | ---------------------------------- | ---------------------------------- | ---------------------------------- | ---------------------------------- | ---------------------------------- | ---------------------------------- | ---------------------------------- | ---------------------------------- |
| Paraguay                           | 3                                  | 0                                  | Honduras                           | San Pedro Sula                     | Estadio Olímpico Metropolitano     | 6 de septiembre de 2011            | Amistoso                           | 1 gol                              |

## Estadísticas

### Clubes
Actualizado hasta su último partido disputado el 2 de mayo de 2024.
| Libertad Paraguay | 1.ª           | 2007          | 5   | 0   | -  | - | -  | - | 5   | 0   | 0.00 |
| Libertad Paraguay | 1.ª           | A-2008        | 1   | 0   | -  | - | -  | - | 1   | 0   | 0.00 |
| Libertad Paraguay | 1.ª           | A-2009        | 5   | 0   | -  | - | 1  | 0 | 6   | 0   | 0.00 |
| Libertad Paraguay | 1.ª           | A-2012        | 21  | 3   | -  | - | 4  | 1 | 25  | 4   | 0.16 |
| Libertad Paraguay | 1.ª           | C-2012        | 16  | 2   | -  | - | -  | - | 16  | 2   | 0.12 |
| Libertad Paraguay | 1.ª           | A-2013        | 13  | 0   | -  | - | -  | - | 13  | 0   | 0.00 |
| Libertad Paraguay | 1.ª           | C-2014        | 20  | 7   | -  | - | 4  | 0 | 24  | 7   | 0.29 |
| Libertad Paraguay | 1.ª           | A-2015        | 18  | 3   | -  | - | 4  | 0 | 22  | 3   | 0.13 |
| Libertad Paraguay | Total club    | Total club    | 99  | 15  | 0  | 0 | 13 | 1 | 112 | 16  | 0.14 |
| Rubio Ñu Paraguay | 1.ª           | C-2009        | 14  | 2   | -  | - | -  | - | 14  | 2   | 0.14 |
| Rubio Ñu Paraguay | 1.ª           | A-2010        | 19  | 5   | -  | - | -  | - | 19  | 5   | 0.26 |
| Rubio Ñu Paraguay | 1.ª           | C-2010        | 16  | 6   | -  | - | -  | - | 16  | 6   | 0.37 |
| Rubio Ñu Paraguay | 1.ª           | A-2011        | 1   | 0   | -  | - | -  | - | 1   | 0   | 0.00 |
| Rubio Ñu Paraguay | Total club    | Total club    | 50  | 13  | 0  | 0 | 0  | 0 | 50  | 13  | 0.26 |
| Newell's Old Boys Argentina | 1.ª           | C-2011        | 12  | 0   | -  | - | -  | - | 12  | 0   | 0.00 |
| Newell's Old Boys Argentina | 1.ª           | A-2011        | 6   | 0   | -  | - | -  | - | 6   | 0   | 0.00 |
| Newell's Old Boys Argentina | Total club    | Total club    | 18  | 0   | 0  | 0 | 0  | 0 | 18  | 0   | 0.00 |
| Deportivo Cali · Colombia | 1.ª           | F-2013        | 21  | 5   | 1  | 1 | -  | - | 22  | 6   | 0.27 |
| Deportivo Cali · Colombia | 1.ª           | A-2014        | 13  | 1   | 2  | 0 | 3  | 1 | 18  | 2   | 0.11 |
| Deportivo Cali · Colombia | Total club    | Total club    | 34  | 6   | 3  | 1 | 3  | 1 | 40  | 8   | 0.20 |
| Avaí · Brasil | 1.ª           | 2015          | 12  | 1   | -  | - | -  | - | 12  | 1   | 0.08 |
| Avaí · Brasil | Total club    | Total club    | 12  | 1   | 0  | 0 | 0  | 0 | 12  | 1   | 0.08 |
| Guaraní Paraguay | 1.ª           | A-2016        | 20  | 6   | -  | - | 2  | 0 | 22  | 6   | 0.27 |
| Guaraní Paraguay | 1.ª           | C-2016        | 21  | 12  | -  | - | -  | - | 21  | 12  | 0.57 |
| Guaraní Paraguay | 1.ª           | A-2017        | 18  | 10  | -  | - | 4  | 0 | 22  | 10  | 0.45 |
| Guaraní Paraguay | 1.ª           | C-2022        | 17  | 4   | 4  | 1 | -  | - | 21  | 5   | 0.24 |
| Guaraní Paraguay | 1.ª           | A-2023        | 16  | 6   | -  | - | 7  | 1 | 23  | 7   | 0.30 |
| Guaraní Paraguay | 1.ª           | C-2023        | 15  | 3   | 3  | 1 | -  | - | 18  | 4   | 0.22 |
| Guaraní Paraguay | Total club    | Total club    | 107 | 41  | 7  | 2 | 13 | 1 | 127 | 44  | 0.35 |
| Olimpia Paraguay | 1.ª           | C-2017        | 19  | 8   | -  | - | 2  | 0 | 21  | 8   | 0.38 |
| Olimpia Paraguay | 1.ª           | 2018          | 36  | 19  | -  | - | 4  | 2 | 40  | 21  | 0.48 |
| Olimpia Paraguay | 1.ª           | 2019          | 32  | 12  | 1  | 0 | 7  | 3 | 40  | 15  | 0.23 |
| Olimpia Paraguay | 1.ª           | 2020          | 31  | 11  | -  | - | 5  | 0 | 36  | 11  | 0.21 |
| Olimpia Paraguay | 1.ª           | 2021          | 19  | 3   | 4  | 1 | 8  | 0 | 31  | 4   | 0.11 |
| Olimpia Paraguay | 1.ª           | A-2022        | 13  | 3   | -  | - | 4  | 0 | 17  | 3   | 0.18 |
| Olimpia Paraguay | Total club    | Total club    | 150 | 56  | 5  | 1 | 30 | 5 | 176 | 62  | 0.39 |
| Tacuary FBC Paraguay | 1.ª           | A-2024        | 12  | 2   | -  | - | -  | - | 12  | 2   | 0.40 |
| Tacuary FBC Paraguay | Total club    | Total club    | 12  | 2   | 0  | 0 | 0  | 0 | 12  | 2   | 0.40 |
| Total carrera | Total carrera | Total carrera | 475 | 134 | 15 | 4 | 59 | 8 | 556 | 146 | 0.26 |
| (1) Incluye datos de la Copa Colombia, Superliga de Colombia, Copa Paraguay. (2) Incluye datos de la Copa Libertadores, Copa Sudamericana. (3) No se consideran goles en encuentros amistosos. |               |               |     |     |    |   |    |   |     |     |      |

#### Goles en competiciones internacionales
| Libertad          | 2 | 1 | Alianza Lima              | Lima         | Estadio Alejandro Villanueva           | 12 de abril de 2012  | 2012 | Anotado           |
| Deportivo Cali    | 1 | 1 | O'Higgins                 | Cali         | Estadio Olímpico Pascual Guerrero      | 26 de marzo de 2014  | 2014 | Anotado           |
| Olimpia           | 2 | 0 | Montevideo Wanderers      | Asunción     | Estadio Defensores del Chaco           | 26 de enero de 2018  | 2018 | Anotado           |
| Olimpia           | 1 | 3 | Junior                    | Barranquilla | Estadio Metropolitano Roberto Meléndez | 8 de febrero de 2018 | 2018 | Anotado           |
| Olimpia           | 2 | 1 | Godoy Cruz                | Asunción     | Estadio Defensores del Chaco           | 9 de abril de 2019   | 2019 | Anotado · Anotado |
| Olimpia           | 3 | 3 | Universidad de Concepción | Concepción   | Estadio Ester Roa Rebolledo            | 23 de abril de 2019  | 2019 | Anotado           |
| Copa Sudamericana |   |   |                           |              |                                        |                      |      |                   |
| Guaraní           | 2 | 0 | Huracán                   | Asunción     | Estadio Manuel Ferreira                | 28 de junio de 2023  | 2023 | Anotado           |

### Selección nacional
| Selección | Año   | Amistoso | Amistoso | Total | Total |
| Selección | Año   | Part.    | Goles    | Part. | Goles |
| --------- | ----- | -------- | -------- | ----- | ----- |
| Paraguay  | 2010  | 5        | 0        | 5     | 0     |
| Paraguay  | 2011  | 2        | 1        | 2     | 1     |
| Paraguay  | 2017  | 1        | 0        | 1     | 0     |
| Paraguay  | 2018  | 1        | 0        | 1     | 0     |
| Total     | Total | 9        | 1        | 9     | 1     |

### Tripletes
| 1 | 4 de marzo de 2018 | Estadio Antonio Aranda, Ciudad del Este | Santaní - Olimpia |  | 1 - 5 | Torneo Apertura 2018 |

## Palmarés

### Títulos nacionales
| Título                | Club           | País     | Año    |
| --------------------- | -------------- | -------- | ------ |
| Primera División      | Libertad       | Paraguay | 2006   |
| Primera División      | Libertad       | Paraguay | 2007   |
| Primera División      | Libertad       | Paraguay | 2008-A |
| Primera División      | Libertad       | Paraguay | 2008-C |
| Primera División      | Libertad       | Paraguay | 2012-C |
| Superliga de Colombia | Deportivo Cali | Colombia | 2014   |
| Primera División      | Libertad       | Paraguay | 2014-C |
| Primera División      | Guaraní        | Paraguay | 2016-C |
| Primera División      | Olimpia        | Paraguay | 2018-A |
| Primera División      | Olimpia        | Paraguay | 2018-C |
| Primera División      | Olimpia        | Paraguay | 2019-A |
| Primera División      | Olimpia        | Paraguay | 2019-C |
| Primera División      | Olimpia        | Paraguay | 2020-C |
| Copa Paraguay         | Olimpia        | Paraguay | 2021   |
| Supercopa de Paraguay | Olimpia        | Paraguay | 2021   |